# Elsa Hosk

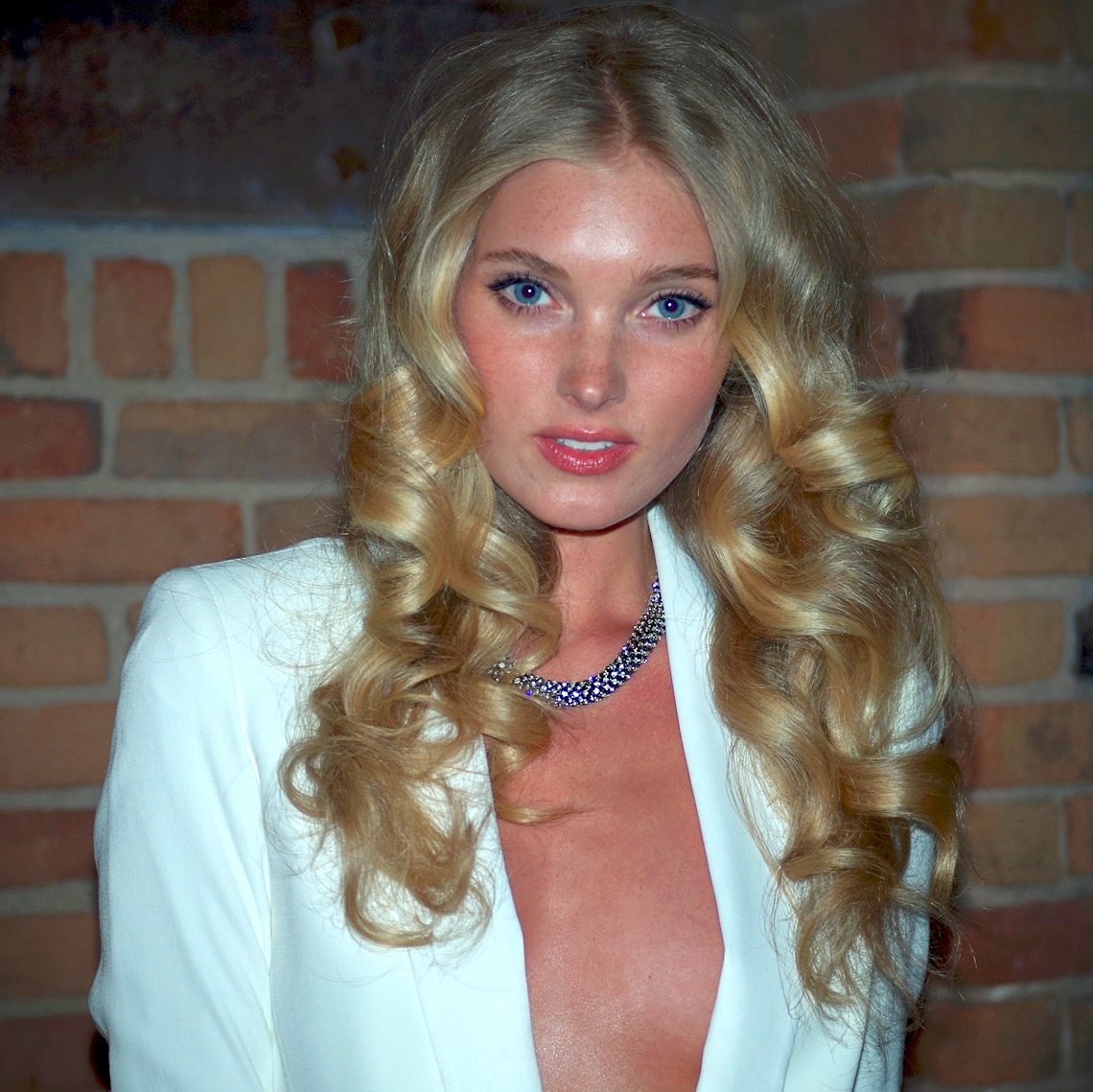
Elsa Hosk (2012)

Elsa Anna Sofie Hosk (* 7. November 1988 in Stockholm) ist ein schwedisches Model.

## Leben
Elsa Hosk wurde 1988 in Stockholm geboren. Sie wuchs in Schweden auf und besuchte das Enskilda Gymnasiet. Sie bekam bereits während der Schulzeit erste Angebote als Model, nachdem ihr Vater Fotos an verschiedene schwedische Agenturen geschickt hatte, so dass sie im Alter von 14 Jahren mit der Arbeit als Model begann.
Während der Gymnasialzeit führte sie einige Projekte für Guess und andere Firmen durch, konzentrierte sich aber weiterhin auf ihre schulische Ausbildung. Nach dem Abitur entschloss sie sich zu einer Karriere als professionelle Basketballerin und spielte zwei Jahre lang in der schwedischen Damenliga (Damligan, heute Basketligan dam).
Hosk arbeitet als Model für Marken wie Christian Dior, Dolce & Gabbana, Ungaro, H&M, Lilly Pulitzer und Guess. Sie trat von 2011 bis zur Einstellung 2018 jährlich für Victoria’s Secret in den Victoria’s Secret Fashion Shows auf. Bei der letzten Show hatte sie die Ehre, den Fantasy Bra, einen juwelenbesetzten BH für die Modemarke zu präsentieren. Außerdem nahm sie an einigen Kampagnen dieser Marke teil, insbesondere für PINK. Seit 2015 gilt sie als einer der „Engel“ von Victoria’s Secret.
Obwohl oft geschrieben wird, dass sie ihre Arbeit mit Victoria’s Secret in die obersten Ebenen der Modewelt gebracht hätten, hält Hosk selbst ihre Arbeit mit der Fotografin Ellen von Unwerth für eine Kampagne für Guess für einen der wichtigsten Meilensteine ihrer Karriere. Seit 2015 ist sie mit dem britischen Geschäftsmann Tom Daly liiert. Das Paar bekam 2021 eine Tochter. 2023 war Hosk Gastjurorin bei Germany’s Next Topmodel.